# Ходырев, Александр Николаевич
Александр Николаевич Ходырев (род. 16 августа 1956, Мордово, Тамбовская область) — российский политический и общественный деятель, член политической партии «Единая Россия». С 1996 по 2014 год — глава городского округа Реутов, с 2014 по 2021 год — глава городского округа Королёв.

## Биография
Родился 16 августа 1956 года в посёлке Мордово Мордовского района Тамбовской области.
В 1974 году окончил воронежское техническое училище № 4 и начал работать слесарем на экспериментальном заводе «Эталон» (г. Воронеж).
1974—1975 год — готовился к военной службе.
В период с 1975 по 1977 год проходил военную службу. После возвращения из армии был работником связи (телефонист) в УВД Балашихинского района до 1980 года при начальнике Слепокурове. В том же году поступил в Свердловский юридический институт, который закончил в 1984. C 1984 по 1986 год работал стажером, а затем помощником Балашихинского городского прокурора. С 1986 был партийным секретарем. В 1986 году избран депутатом Реутовского городского Совета народных депутатов. До 1996 года был первым заместителем председателя исполкома, первым заместителем главы администрации Реутова. В апреле 1996 избран главой города Реутов. Переизбирался в 1999, 2004 и 2009 годах. В июне 2014 года полномочия главы города Реутова прекращены в связи с назначением на должность специального представителя губернатора Московской области в Королёве.
Кандидат юридических наук и доктор социологических наук. Тема докторской диссертации, защищённой в 2006 году — «Юридическая ответственность в деятельности органов местного самоуправления». Научным консультантом выступил ректор АТиСО, профессор Алексей Апполинарьевич Шулус. В августе 2013 года на основании заключения экспертизы, выполненной сообществом «Диссернет», был уличён в плагиате при написании докторской диссертации.

Президент Реутовской торгово-промышленной палаты, член Правления Союза учёных и инженеров им. В. Н. Челомея, действительный член Международной академии природы и общества, общероссийской общественной организации «Муниципальная академия».
Женат. Имеет взрослых сына и дочь.

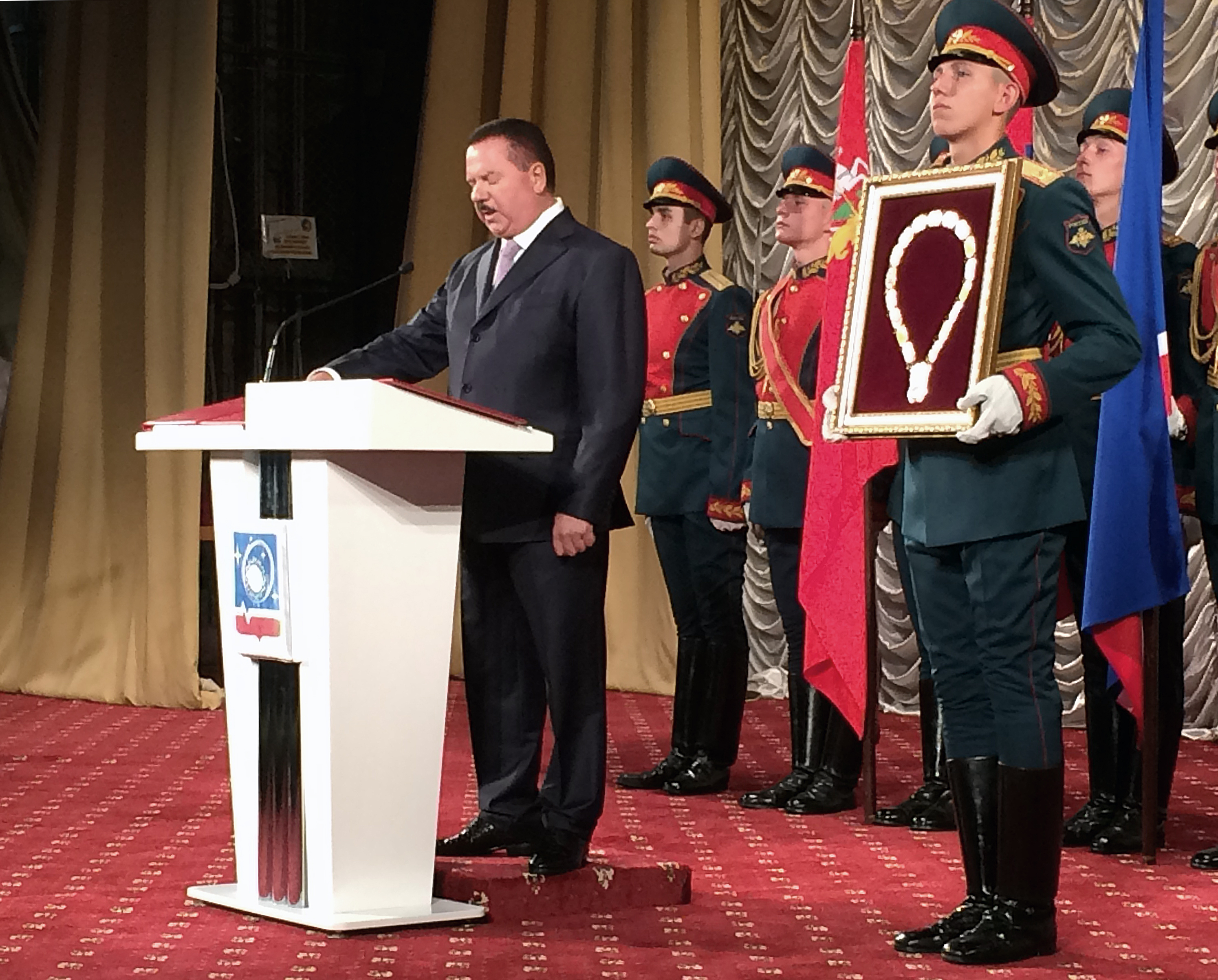
Инаугурация главы Королёва Александра Ходырева 18 сентября 2014 года

30 марта 2012 Партия «Единая Россия» предложила Президенту РФ три кандидатуры на должность губернатора Московской области, в числе которых была предложена и кандидатура Александра Ходырева..
2 июня 2014 года Губернатор Подмосковья назначил Александра Ходырева своим советником и спецпредставителем в Королёве.
14 сентября 2014 года на выборах главы городского округа Королёв Александр Ходырев одержал убедительную победу, получив 71,56 % голосов.
10 октября 2019 года решением Совета депутатов городского округа Королёв от 10.10.2019 № 11/3 был вновь избран Главой городского округа Королёв.
В 2016 году — А. Н. Ходырев — лауреат Губернаторской премии «Прорыв года» за работу по улучшению дорожно-транспортной ситуации в г.о. Королёв.
Г.о. Королёв под руководством А. Н. Ходырева занимает лидирующие позиции в рейтинге социально-экономического развития Московской области: 2016 год — 1 место, 2017 год — 2 место, 2018 год — 3 место.
В период с 2014 по 2019 годы А. Н. Ходырев неоднократно отмечен наградами за достижения городского округа Королёв в области образования, благоустройства, спорта. Особо отмечена реконструкция значимых общественных пространств в городе — Центрального городского парка и парка «Костино», центральной площади, Сквера покорителей космоса.
По результатам конкурса среди муниципальных образований «Точки роста» стал победителем, представив проект развития в г.о. Королёв общественных пространств, строительства Технопарка и Бизнес-инкубатора, а также проект развития малого и среднего предпринимательства, в том числе инновационной направленности, создания новых рабочих мест. Проект в настоящее время реализуется.
Под руководством главы города А. Н. Ходырева в г.о. Королёв была реформирована система коммунального хозяйства. Это позволило провести масштабную реконструкцию инфраструктуры отрасли, минимизировать количество аварий в коммунальной сфере, вывести на качественный уровень подготовку и проведение осенне-зимнего периода.
За время пребывания А. Н. Ходырева на должности главы г.о. Королёв, в городе было построено и введено в эксплуатацию 16 дошкольных учреждений, благодаря чему удалось ликвидировать очередь в детские сады детей с 3 до 7 лет. Также были построены 2 новые школы, возведено и рекоснтруировано 8 крупных спортивных объектов, установлены мини-стадионы у всех 28 школ города, отремонтировано 195 дорог площадью 1 миллион квадратных метров (из 1 300 000 всего в городском округе). Капитально отремонтированы детская хоровая школа, ДК «Текстильщик», городской ЗАГС, ЦДК им. Калинина.
Кроме того, с 2015 года ведется реализация программы модернизации учреждений здравоохранения. В 2015 году в Королёве были отремонтированы две детские поликлиники, открыта детская стоматология. Обновлен автопарк Скорой помощи. Открыто современное отделение гемодиализа. Проведен капитальный ремонт 7-этажного стационарного отделения центральной городской больницы № 1, приобретено более 140 единиц нового оборудования. Продолжается дальнейший ремонт учреждений Королёвской городской больницы, готовится к открытию новая клинико-диагностическая лаборатория с современным оборудованием.
В октябре 2019 года в Королёве завершается строительство двух детских ясли-садов на 190 мест каждый в центре города. Ведется строительство 4-х пристроек к школам: гимназии № 5 и школе № 8 в Юбилейном; к гимназии № 9 и школе № 20 в центральной части города на 1500 мест для решения проблемы второй смены. Активно ведет работу с населением.
11 октября 2021 года избран на пост председателя Совета депутатов городского округа Королёв. 8 сентября 2024 года избран депутатом Совета депутатов городского округа Королёв по многомандатному округу № 1. 18 сентября единогласно избран председателем.

## Награды
- орден Дружбы[9],. (1999 год, Б. Н. Ельцин)
- орден Почёта[10]. (2006 год, В. В. Путин)
- орден «За заслуги перед Отчеством» 4 степени[11]. (2010 год, Д. А. Медведев)
- знак «За заслуги перед Московской областью» 3 степени[12](2015 год).